# Шаликовы
Шаликашви́ли (груз. შალიკაშვილი, рус. Шаликовы) — грузинский княжеский род из Картли, ведущий своё происхождение из Южной Грузии (Самцхе-Саатабаго).
Некоторые представители рода в 1724 году выехали из Грузии в свите царя Вахтанга VI, дав начало русской ветви.

## История рода
Предки князей Шаликашвили носили фамилию Рочикашвили. Братья Иотам и Элизбар Шаликашвили, упоминаются около 1400 года.

## Представители рода
Из рода князей Шаликовых происходили несколько военных деятелей, в том числе герой Отечественной войны 1812 года. Из грузинской ветви рода происходит бывший начальник объединенных штабов США Джон Шаликашвили.
- Князь Чаликов, Антон Степанович (1754—1821) — генерал эпохи наполеоновский войн
- Князь Шаликов, Пётр Иванович (1767—1852) — русский писатель и журналист.
- Князь Шаликов, Иван Осипович (1813—1866) — генерал.
- Князь Шаликов, Николай Осипович (1816—1854) — майор, герой Восточной войны.
- Князь Шаликов, Семён Осипович (1808—1863) — генерал-майор, участник Кавказских походов.

- Князь Катков-Шаликов, Павел Михайлович (1856—1930) — генерал, сын знаменитого издателя и публициста Каткова.

- Шаликашвили, Джон (1936—2011) — американский генерал.
- Шаликашвили, Амиран Валерьянович — режиссёр.

- Княгиня Шаликова, Александра Ивановна († в 1862 г.) — писательница и переводчица, сестра Петра Ивановича Шаликова[2].
- Княжна Шаликова, Наталья Петровна (1815—1878) — писательница, дочь Петра Ивановича Шаликова; писала под псевдонимом Е. Нарская[3].